# Sellraintal
Das Sellraintal, ortsüblich Sellrain, ist ein Seitental des Inntals im Bezirk Innsbruck-Land im Bundesland Tirol, Österreich. Es wird von der Melach und dem in sie mündenden Zirmbach durchflossen und von der Sellraintalstraße durchquert. Charakteristisch für das Tal sind die großen Höhenunterschiede zwischen Taleingang und Talende von rund 2700 Höhenmetern. Obwohl das Tal in der Nähe von Innsbruck liegt, ist es mit Ausnahme des Schigebiets im Kühtai vergleichsweise wenig von Touristen besucht.

## Geographie

### Lage
Das Sellraintal ist ein rechtes Seitental des Inntals, das in der Nähe von Innsbruck abzweigt. Es gehört zum nördlichen Teil der Stubaier Alpen. Als schmales Kerbtal erstreckt es sich vom Kühtaisattel auf 2017 m ü. A. bis nach Kematen in Tirol, wo es nach der Melachschlucht gegenüber der Martinswand in das Inntal mündet. Es verläuft im Talinneren parallel zum Inntal. Westlich des Kühtai schließt das Nedertal an, das bei Oetz in das Ötztal mündet.
Das Sellraintal hat einige südliche Seitentäler, deren längstes das Lüsenstal südlich von Gries im Sellrain ist. Es wird vom Oberlauf der Melach durchflossen. Darüber hinaus sind noch das Fotschertal (von Sellrain ausgehend), das Gleirschtal (von St. Sigmund ausgehend) und das Kraspestal (von Haggen ausgehend) Seitentäler des Sellraintals.

### Beschreibung
Ein besonderes Kennzeichen des Sellraintals ist der gewaltige Höhenunterschied von 594 m Seehöhe bei der Melachmündung in den Inn bis auf 3325 Höhenmeter im Bereich des Hinteren Brunnenkogels. Das Sellraintal besitzt steile Flanken mit einer kaum vorhandenen Talsohle, die meist durch starke Hängeschuttbildung überdeckt ist. Nur im hinteren Fotscher Tal und in Lüsens ist das Trogtal noch gut zu erkennen.
Das Tal ist umgeben von etlichen Dreitausendern, wie dem Lüsener Fernerkogel (3298 m), dem Hohen Seeblaskogel (3235 m), dem Gleirscher Fernerkogel (3189 m) oder der Lisener Villerspitze. Einige der an das Tal angrenzenden Berge sind seit 1983 ein Teil des 352 km2 großen Ruhegebiets Stubaier Alpen sowie des 77,7 km2 großen Ruhegebiets Kalkkögel.
Die vergletscherte Fläche im Tal beträgt derzeit rund 5 km², nur über 3000 m hohe Gipfel und Grate sind heute noch von Gletschern bedeckt. Die Schneegrenze liegt je nach Lage und Sonn- oder Schattenseite zwischen 2700 und 2900 Höhenmetern. In der Region gibt es noch 15 Gletscher bzw. Eisfelder: im Fotscher Tal den Fotscher Ferner, in Lüsens und Umgebung den Lüsener, Rotgrat-, Längentaler, Grüne-Tatzen-, Ochsenkar-, Winnebach-, Weißkogel- und Zischgen-Ferner. Im Gleirschtal liegt der Gleirsch-, Südlicher und Nördlicher Sonnenwandferner, Östlicher und Westlicher Grieskogelferner und im Kraspestal der Kraspesferner. „Ferner“ ist ein in Tirol gebräuchlicher Begriff für Gletscher. Die größten Gletscher sind der Lüsener und der Längentaler Ferner. Der Lüsener Ferner erreichte um 1850 seine größte neuzeitliche Ausdehnung in Folge einer nasskalten Periode. Beide großen Gletscher haben seit 1850 rund die Hälfte ihrer Eismasse verloren, obwohl es zu Beginn der 1980er Jahre auch kleinere Gletschervorstöße gab.

### Gemeinden
Im Tal liegen die Gemeinden Sellrain (908 m ü. A., 62 km2), Gries im Sellrain (1238 m ü. A., 22,6 km2) und St. Sigmund im Sellrain (1513 m ü. A., 102,3 km2). Die Ortskerne von Sellrain, Gries und St. Sigmund sind von der Landeshauptstadt Innsbruck nur 18, 24 bzw. 29 Kilometer entfernt. Die Siedlungen im Tal umfassen Dörfer, Weiler und Einzelhöfe. Streusiedlungen dominieren das Gesamtbild, die zu Gemeinden zusammengefasst wurden. Der Hauptort der Gemeinde Sellrain bildet das Dorf Rothenbrunn an der Hauptstraße. Rothenbrunn ist eine alte Bezeichnung für das Sellrainer Unterdorf, der Name leitet sich aus den rostroten Rückständen eines eisenhaltigen Wassers ab. Die Hochtalsiedlung Praxmar ist ein Teil der Gemeinde St. Sigmund; sie liegt auf 1693 m und ist einer der wenigen Weiler in dieser Höhe in Tirol, die ganzjährig bewohnt werden.
Die Dörfer des Sellraintals wurden in die Liste der Bergsteigerdörfer aufgenommen. Dies ist eine Initiative des Österreichischen Alpenvereins und der öffentlichen Hand (bis 2018) zur Förderung eines sanften Tourismus, ortstypischer Bebauung, nachhaltiger Bergland- und Forstwirtschaft und aktiven Natur- und Landschaftsschutzes. Nur etwa 20 Dörfern in Österreich wurde der Titel verliehen. Die Bergsteigerdörfer setzen sich für die Umsetzung der Protokolle der Alpenkonvention ein. Dadurch konnten die Orte ihr ursprüngliches Aussehen bewahren.

## Geologie
Die Berge des Sellraintales gehören zum Kristallin der Ötztaler Masse. Im Gesteinsaufbau dominieren Orthogneise (Biotitgranitgneis, Granodiorit) oder Paragneise wie Schiefergneis und Gneisglimmerschiefer. Die Granitgneise sind besonders hart und verwitterungsresistent, daher sind die Gegenden, in denen sie dominierten, von zackigen, wild geformten Graten und Kämmen gekennzeichnet. Der leichter verwitterbare Glimmerschiefer wurde etwas abgeschliffen, daher sind die von dieser Gesteinsart gebildeten Berge eher sanft bis mäßig steil.

## Geschichte
Die Joche des Sellraintals wurden schon während der älteren Mittelsteinzeit als Übergänge genutzt. Am eisfreien Riegelschrofen (auch Ullafelsen genannt) im hinteren Fotschertal wurden fast 10.000 Jahre alte steinzeitliche Geräte gefunden. Es wird vermutet, dass der Fundort ein Basislager für Jäger war. Die gefundenen mesolithischen Pfeilspitzen sind aus Silex gefertigt – einem Material, das im Sellraintal nicht vorkommt. Die nächsten Vorkommen sind in den Nördlichen Kalkalpen und am Monte Baldo bei Verona.
Auch in den Namen von Fluren und Orten lassen sich drei verschiedene Sprachschichten nachweisen, eine vorrömische (breonische), eine romanische und eine germanische. Der rätische Stamm der Breonen (Breuni) siedelte im mittleren Inntal bis zum Zillertal, im Wipptal (Brenner) und im Sellraintal. Die Breonen wurden 25 bis 14 v. Chr. von den Römern unterworfen. Pollen-analytische Untersuchungen und C14-Daten beweisen, dass romanische Bewohner aus dem Inntal in das Sellrainer Obertal aufstiegen und dort Hochweidenwirtschaft betrieben. Die ältesten Brandhorizonte im Rauhen Tal datieren aus dem 2. Jahrhundert n. Chr., diejenigen am Brandner Bach lassen sich bis ins 9. Jahrhundert nachvollziehen. Auch einige Almnamen wie Furges oder Gleirsch stammen aus dieser Zeit. Andere Namen haben einen leicht erkennbaren germanischen Ursprung und gehen auf die bayrische Besiedlung seit dem 6. Jahrhundert zurück, wie Almind und Seiges.
Das Tal wurde 1271 als „Selrain“ erstmals erwähnt. Das Kloster Frauenchiemsee, das Stift Wilten und die Tiroler Landesfürsten legten Schwaighöfe an, die Vieh- und Milchwirtschaft betrieben. Die erste nachweisbare Dauersiedlung war das 1152/67 als Besitz des Klosters Ottobeuren als „Gihage“ urkundlich genannte Haggen in der Gemeinde St. Sigmund. Ihm folgten 1254 Marendebach (Gemeinde Gries) und Durregg (Gemeinde Sellrain). Zur Zeit Kaiser Maximilians war das Sellrain ein beliebtes Jagdgebiet, in dem Gämsen und Hirsche erlegt wurden. Einen ersten Überblick über den Stand der Dauerbesiedlung im Sellraintal gibt das 1312 angelegte Inntaler Steuerbuch, in dem rund 60 Haushalte mit ihrem Haushaltsvorstand aufgezählt werden.
Die neuzeitlichen Quellen unterscheiden zwischen alteingesessenen Hofbesitzern und Kleinhäuslern und Söll-Leuten, die später in das Tal zogen. Letztere siedelten sich ab der zweiten Hälfte des 15. Jahrhunderts im schattseitig gelegenen Sellrainer Unterdorf an. Mitte des 16. Jahrhunderts sind im Tal zehn Wohnstätten für Gewerbetreibende, Handwerker und Tagelöhner nachgewiesen. Die Zahl der Bauernhöfe ist durch Hofteilungen ebenfalls kontinuierlich gewachsen: 1615 sind 79 Bauernhöfe nachgewiesen, 1779 bereits 143 und Ende des 18. Jahrhunderts gab es im Tal 177 Höfe. In der Mitte des 17. Jahrhunderts wurden im Tal Blei und Silber abgebaut, das Bergwerk wird 1646 in Urkunden erwähnt.
Wegen seiner steilen Flanken, des großen Höhenunterschieds zwischen Berg und Tal und abschnittsweise lichten Waldes sind das Sellraintal und seine Seitentäler stark Lawinengefahr ausgesetzt. So wurde im März 1817 von einem Lawinenunglück berichtet, das zehn Todesopfer forderte. Großen Schaden verursachte eine Lawinen im Jänner 1951, die das Gasthaus in Praxmar wegriss und zwei Menschen tötete. Im Februar 1970 begrub eine Lawine vier Personen im St. Sigmunder Ortsteil Prada unter sich und zerstörte das Gasthaus Alpenrose. Nachdem im Juni und Juli 2003 große Muren und Gesteinsbrocken vom Freihut abgegangen waren, wurde ein Damm von 400 m Länge und 15 m Höhe errichtet, um das Dorf zu schützen. Nicht nur Lawinen sind eine Bedrohung, so traten auch die Bäche im Tal vermehrt über die Ufer, so im Juni 2003, als der Seigesbach große Teile der umliegenden Wiesen vermurt hatte.

## Bevölkerungsentwicklung
Die Bevölkerung im Tal ist stabil mit einem leichten Wachstum, wächst aber insgesamt weniger als in Tirol oder dem Inntal.
| Gemeinde/ Jahr          | 1869 | 1880 | 1890 | 1900 | 1910 | 1923 | 1934 | 1939 | 1951 | 1961 | 1971 | 1981 | 1991 | 2001 | 2011 | 2021 | 2024 |
| Sellrain                | 779  | 712  | 716  | 719  | 744  | 728  | 875  | 879  | 947  | 1069 | 1157 | 1189 | 1268 | 1362 | 1353 | 1347 | 1335 |
| Gries im Sellrain       | 433  | 372  | 366  | 376  | 367  | 333  | 363  | 324  | 376  | 403  | 468  | 505  | 560  | 570  | 570  | 622  | 621  |
| St. Sigmund im Sellrain | 163  | 156  | 161  | 168  | 158  | 148  | 157  | 163  | 145  | 146  | 142  | 162  | 160  | 204  | 171  | 183  | 186  |

Tabelle: Bevölkerungsentwicklung in den Gemeinden des Sellraintals

## Politik
Der Bürgermeister in der Gemeinde Sellrain ist Benedikt Singer, in der Gemeinde Gries im Sellrain Hans Motz und in St. Sigmund im Sellrain Anton Schiffmann (Stand Juni 2025).
|                   | Sellrain | Sellrain | Gries im Sellrain | Gries im Sellrain | St. Sigmund | St. Sigmund |
|                   | 2024     | 2019     | 2024              | 2019              | 2024        | 2019        |
| Wahlbeteiligung   | 72,8     | 56,9     | 74,9              | 68,4              | 79,7        | 68,3        |
| FPÖ               | 30,8     | 10,3     | 21,0              | 9,9               | 34,9        | 13,8        |
| ÖVP               | 32,4     | 48,0     | 38,3              | 55,2              | 39,6        | 67,0        |
| SPÖ               | 23,2     | 29,0     | 21,6              | 21,6              | 15,1        | 13,8        |
| NEOS              | 6,3      | 4,1      | 11,9              | 4,3               | 5,7         | 3,2         |
| Grüne             | 3,1      | 5,7      | 5,1               | 6,5               | 0,9         | 1,1         |
| KPÖ               | 1,3      | 1,1      | 0,8               | -                 | 2,8         | -           |
| Bier              | 2,2      | -        | 0,5               | -                 | -           | -           |
| Sonstige Parteien | 0,6      | 1,8      | 0,8               | 2,5               | 0,9         | 1,1         |

Tabelle: Ergebnisse der Nationalratswahlen 2019 und 2024, alle Angaben in Prozent

## Wirtschaft
Das Tal weist einen Mix von unterschiedlichen Arbeitsstätten auf, wobei den größten Anteil der Tertiäre Sektor ausmacht. Im Gegensatz zu den benachbarten Tälern wie dem Ötztal, Pitztal oder Stubaital ist der Tourismus im Sellrain nicht dominant, sondern weist nur eine relativ kleine Anzahl von Betrieben auf. Insgesamt sind die Betriebe klein, es gibt kaum welche mit mehr als 10 Beschäftigen. In Sellrain und in St. Sigmund gibt es überhaupt keine Betriebe mit mehr als 10 Beschäftigten, in Gries im Sellrain nur einen Betrieb mit zwischen 10 und 19 Beschäftigten (Stand 2020). Dies weist darauf hin, dass Familienbetriebe dominieren.
|                                         | Sellrain | Sellrain | Gries im Sellrain | Gries im Sellrain | St. Sigmund | St. Sigmund |
|                                         | 2021     | 2011     | 2021              | 2011              | 2021        | 2011        |
| Primärer Sektor                         | 9        | 9        | 6                 | 4                 | 2           | 6           |
| Land- & Forstwirtschaft                 | 9        | 9        | 6                 | 4                 | 2           | 6           |
| Sekundärer Sektor                       | 13       | 6        | 31                | 13                | -           | -           |
| Bergbau                                 | -        | -        | -                 | -                 | -           | -           |
| Herstellung von Waren                   | 4        | 2        | 15                | 1                 | -           | -           |
| Energieversorgung                       | -        | -        | -                 | -                 | -           | -           |
| Wasserver- und Abfallentsorgung         | -        | -        | -                 | -                 | -           | -           |
| Bau                                     | 9        | 4        | 16                | 12                | -           | -           |
| Tertiärer Sektor                        | 46       | 36       | 57                | 55                | 15          | 16          |
| Handel                                  | 9        | 5        | 10                | 7                 | -           | -           |
| Verkehr                                 | 1        | 2        | 5                 | 7                 | -           | 1           |
| Beherbergung und Gastronomie            | 4        | 5        | 13                | 11                | 9           | 12          |
| Information und Kommunikation           | 3        | 2        | -                 | -                 | 1           | -           |
| Finanz-Versicherungsdientl.             | 3        | 4        | 1                 | 4                 | -           | -           |
| Grundstücks- & Wohnungswesen            | 1        | 1        | 2                 | 2                 | -           | -           |
| Technische & wirt. Dienstl.             | 14       | 8        | 5                 | 3                 | 4           | 1           |
| Persönl., soziale & öffentlich Dientsl. | 11       | 9        | 21                | 21                | 1           | 2           |

Tabelle: Arbeitsstätten in den jeweiligen Sektoren
Trotz des von der bergbäuerlichen Kultur geprägten Natur- und Kulturlandschaftsbilds des Tals ist der Anteil der bäuerlichen Betriebe gering. Die Mehrzahl der Höfe wird nur noch im Nebenerwerb geführt und erscheint deshalb nicht in der Arbeitsstättenzählung. So gibt es z. B. in der Gemeinde Sellrain noch 51 Bauernhöfe, von denen nur 6 im Haupterwerb geführt werden (Stand 2020). 3 Betriebe werden von Gesellschaften geführt; diese verfügen über deutlich mehr Grund und Boden als die Familienbetriebe.
Viele der im Sellrain ansässigen Erwerbstätigen pendeln zu ihrem Arbeitsplatz außerhalb von Sellrain. So pendelt z. B. in der Gemeinde Sellrain von insgesamt 663 Erwerbstätigen der größte Teil, nämlich 576 Arbeitnehmer, zum Arbeitsplatz außerhalb der Gemeinde. 290 dieser Auspendler arbeiten allein in Innsbruck. Gleichzeitig sind es nur 22 Erwerbstätige, die von außerhalb nach Sellrain pendeln (Stand 31. Oktober 2022). Der durchschnittliche Jahresbruttobezug von ganzjährig beschäftigten Arbeitnehmern liegt nur geringfügig unter dem österreichischen Durchschnitt. So betrug 2023 das Durchschnittseinkommen in der Gemeinde Sellrain 48.563 €, während der österreichische Durchschnitt bei 49.732 € lag.

## Alpinismus

### Besteigungsgeschichte
Bei den ersten prominenten Besuchern des Tals stand das Naturerlebnis im Vordergrund. So kam 1774 der damalige Statthalter von Tirol-Vorarlberg, Wenzel Graf Sauer von und zu Ankenstein, in das Tal, um den Gletscher bei Lüsens zu besichtigen. Der Lüsener Ferner reichte damals noch weit in das Tal, sodass die adelige Gesellschaft ohne alpinistische Ausrüstung zum Gletscher wandern konnte. Am 7. August 1854 kam König Friedrich August II. von Sachsen nach Lüsens, um den Gletscher und den Fernerkogel zu besichtigen.
Die erste richtige Besteigung eines Berggipfeln im Tal war die Erstbesteigung des Lüsener Fernerkogel. Mit den beiden einheimischen Führern Philipp Schöpf und Jakob Kofler gelang Peter Karl Thurwieser am 24. August 1836 dieses Vorhaben. Schöpf und Kofler waren Gämsjäger, die sich im Hochgebirge auskannten. Thurwiesers Beschreibungen von der guten Fernsicht am Gipfel machten diesen bekannt. Der Erste auf dem Schwarzhorn war Karl Wechner am 15. August 1868. Julius Brock war 1876 als Erster auf dem Gaiskogel, 1888 bestieg er den Freihut, die Koflerspitze und die Peiderspitze. Von da an wurden in schneller Folge die meisten der umgebenden Berge bestiegen. So war 1887 Ida von Juraschek aus Wien die erste Frau, die auf dem Lüsener Fernkogel stand. Am 17. September 1898 wurde das Wilde Hinterbergel (3322 m) von den Geschwistern Rosa und Carl Kirschbaum aus Prag erstbestiegen. Während der 1890er Jahre begann die planmäßige Besteigung der Berge im Sellraintal durch die Mitglieder des Akademischen Alpenklubs Innsbruck. Die Mitglieder bestiegen alle wichtigen Gipfel der Region. Am 6. Jänner 1896 erfolgte die erste Winterbesteigung der Zischgeles-Spitze.

### Wanderungen und Schitouren
Im Sellraintal gibt es eine große Auswahl an Möglichkeiten für Bergtouren und Wanderungen. Drei Alpenvereinshütten bieten sich als Stützpunkte an: das Westfalenhaus, die Potsdamer Hütte und die Pforzheimer Hütte. Sehr beliebte Wanderungen sind der Gletscherpfad Lüsens und der Naturerlebnisweg Praxmar.
Das Sellrain bietet für Schitourengeher eine große Auswahl an möglichen Routen. Gleichzeitig hat die Gemeinde Schutzzonen ausgewiesen, die von den Wintersportlern nicht betreten oder befahren werden dürfen, um dem Wild Rückzugsmöglichkeiten zu geben. Diese Schutzzonen werden überwacht und angepasste Lenkungsmaßnahmen für die Wintersportler ergriffen. Im Kühtai am Ende des Tals ist ein Schigebiet.

## Verkehr

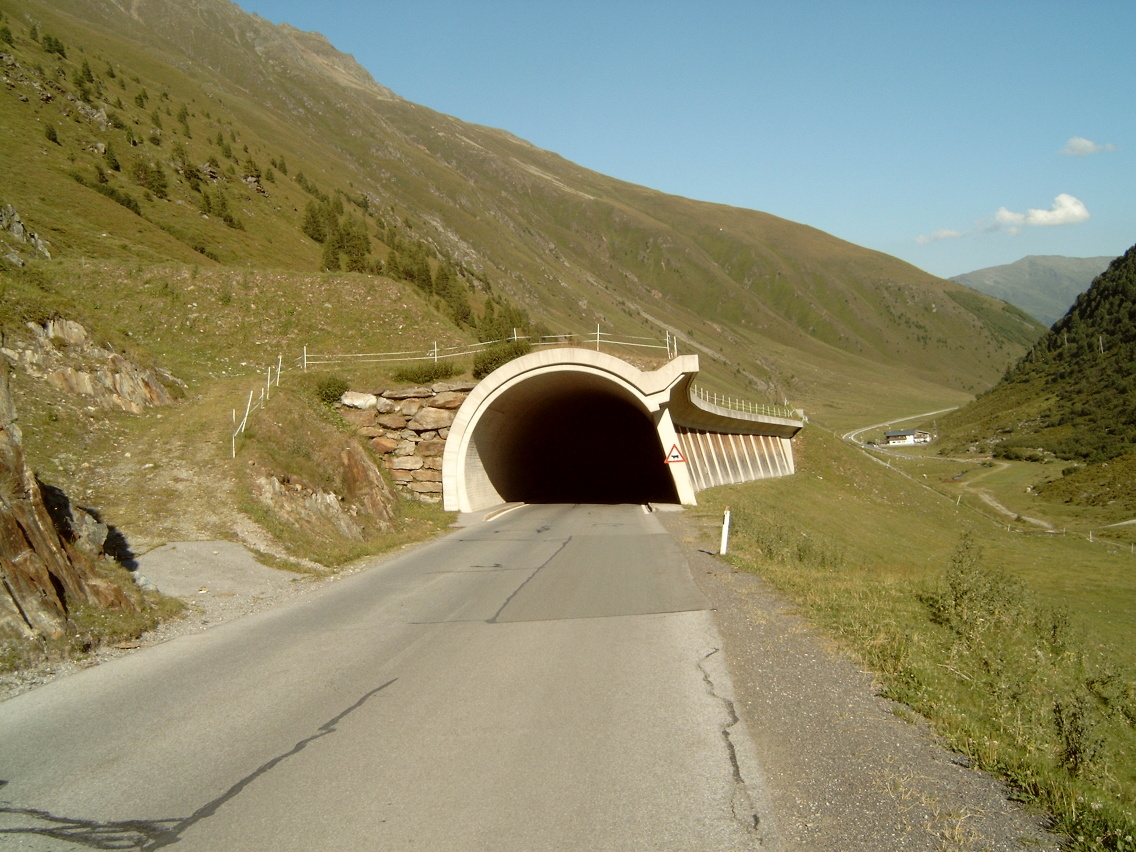
Lawinengalerie der Sellraintalstraße unterhalb des Kühtai

Die Sellraintalstraße (L 13) führt von der Tiroler Straße bei Zirl durch das Sellrain bis ins Kühtai. Dort geht sie in die Kühtaistraße (L 237) über, die durch das Nedertal nach Oetz verläuft. Die Sellraintalstraße ist immer wieder durch Lawinen, Muren und Steinschläge gefährdet. Dem versucht man mit aufwendigen Schutzbauten zu begegnen. Die Erschließung des Tales im öffentlichen Verkehr erfolgt durch die Postbuslinie 4166 von Innsbruck über Völs nach St. Sigmund/Haggen.
Das Sellraintal war zu Beginn des Jahrhunderts ein aufstrebendes Fremdenverkehrsgebiet. Darum gab es Anfang des 20. Jahrhunderts ein Projekt der Stubaitalbahn für einen Zweig ins Sellrain, der jedoch nicht verwirklicht wurde. Die Sellraintalbahn sollte das äußere Sellraintal auf der Seehöhe des westlichen Mittelgebirges von Innsbruck aus erschließen. Die Streckenführung war ausgehend von der Stammstrecke der Stubaitalbahn von Natters über Götzens, Birgitz, Axams, Grinzens und Tanneben oberhalb von Sellrain an der orografisch rechten Talseite bis Gries im Sellrain geplant. Die Strecke wäre ähnlich wie die Stubaitalbahn trassiert worden, d. h. massetransportsparend möglichst im Geländeverlauf und damit sehr kurvenreich. Bei der Eisbrücke südlich von Tanneben im Fotschertal hätte sich das auffallendste Kunstbauwerk der Bahn befunden, ein großer Kehrviadukt.

## Sehenswürdigkeiten
Die Wallfahrtskirche Sellrain in der Gemeinde Sellrain ist eine römisch-katholische Wallfahrtskirche, die dem heiligen Quirin geweiht wurde. Sie liegt an einem Hang auf 1243 m. Die Kirche wurde bereits 1391 erwähnt, der gotische Kirchenbau wurde zwischen 1487 und 1496 errichtet. Die Wandmalereien und Figuren stammen aus der Zeit zwischen 1400 und 1500 n. Chr.

## Bildergalerie

Sellraintal
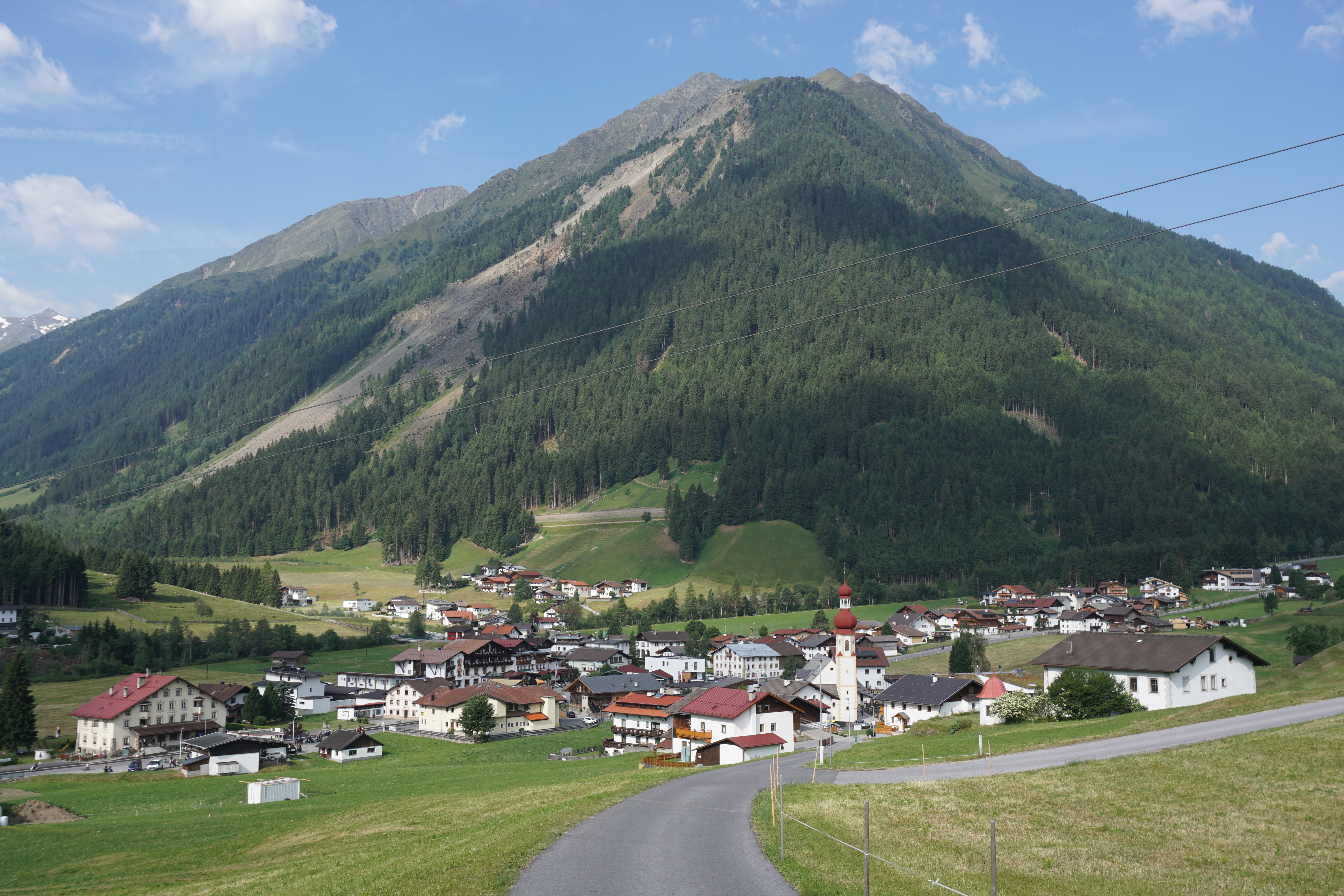
Blick auf Gries im Sellraintal
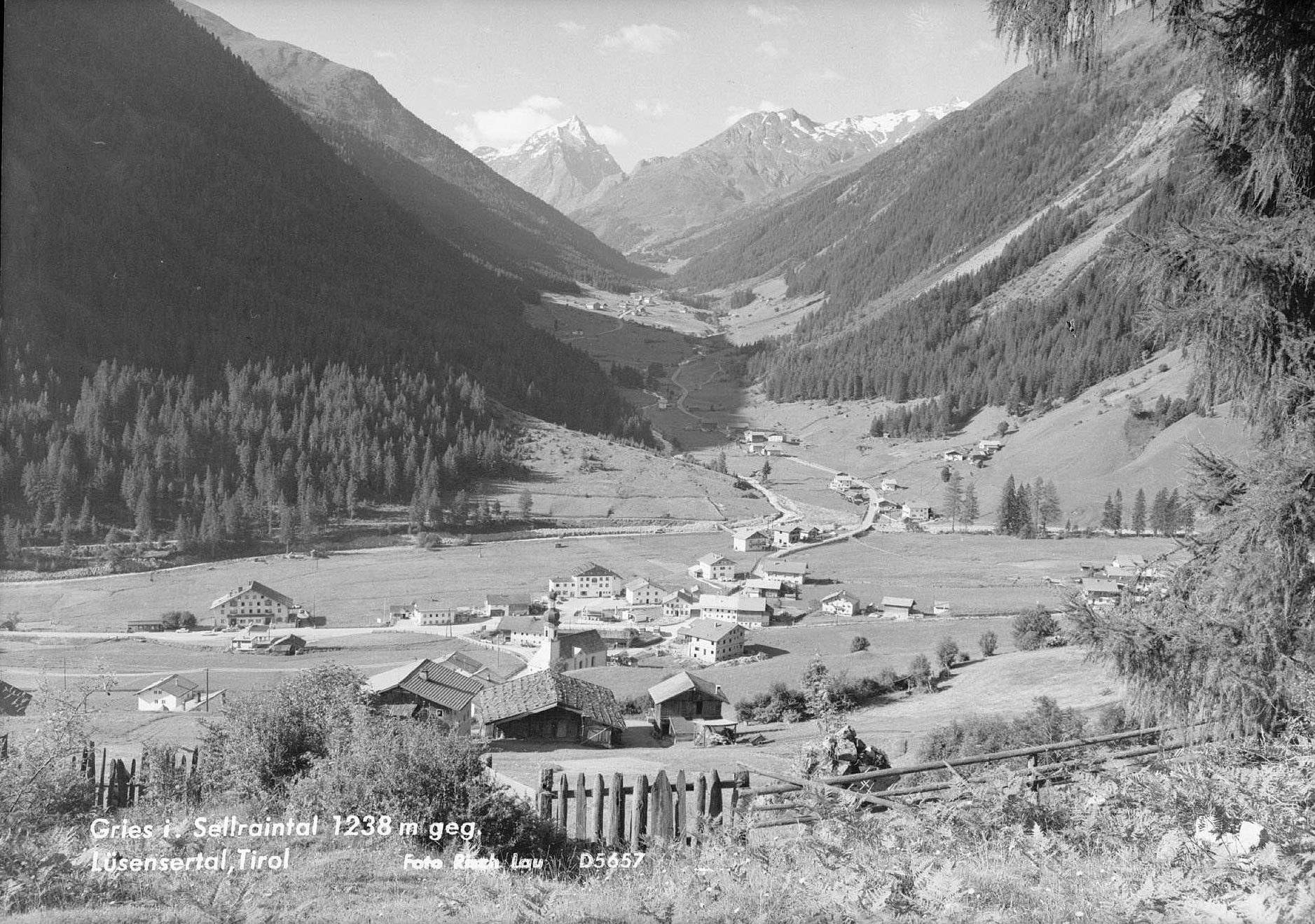
Gries im Sellrain gegen Lüsensertal 1966
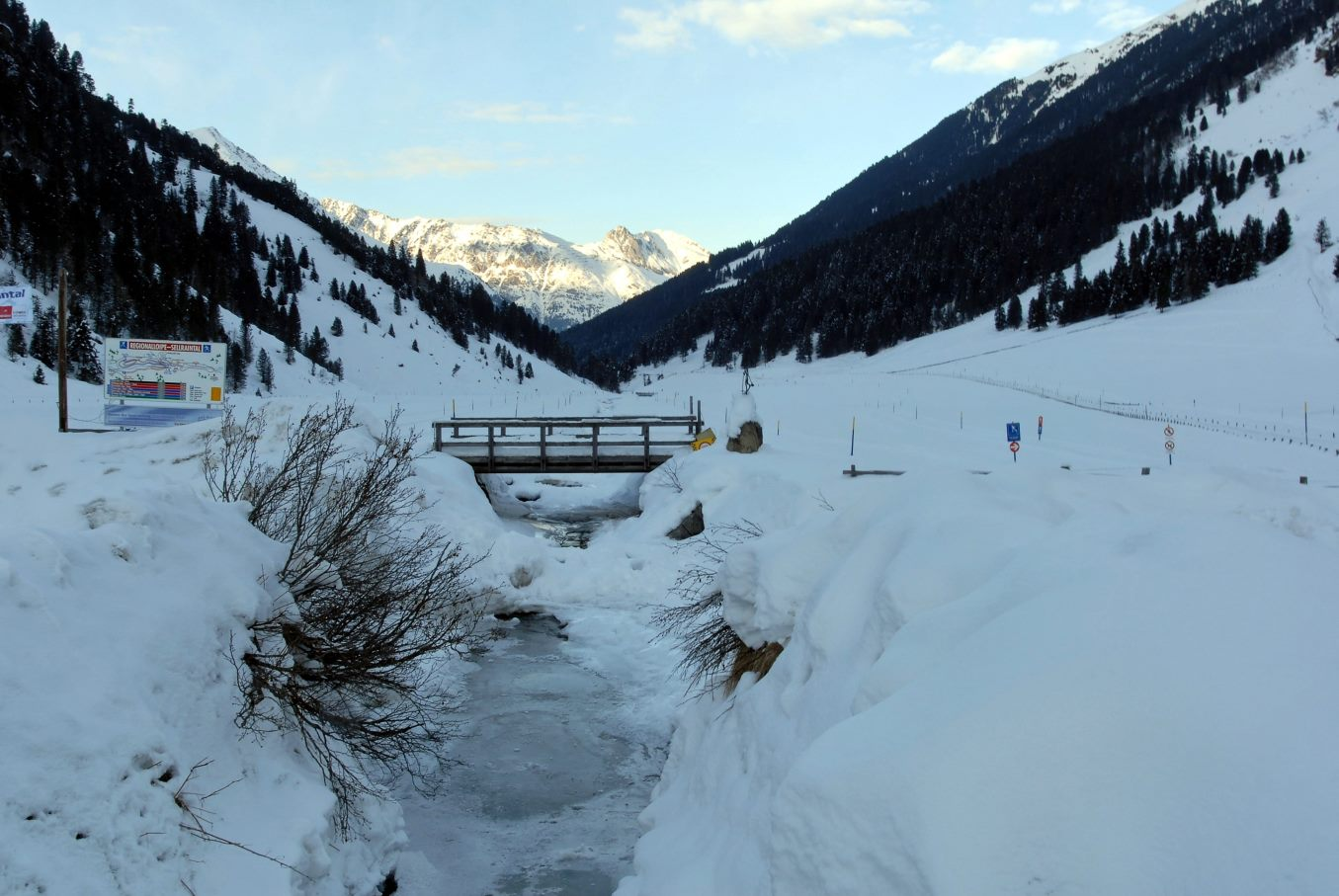
Lüsener Tal
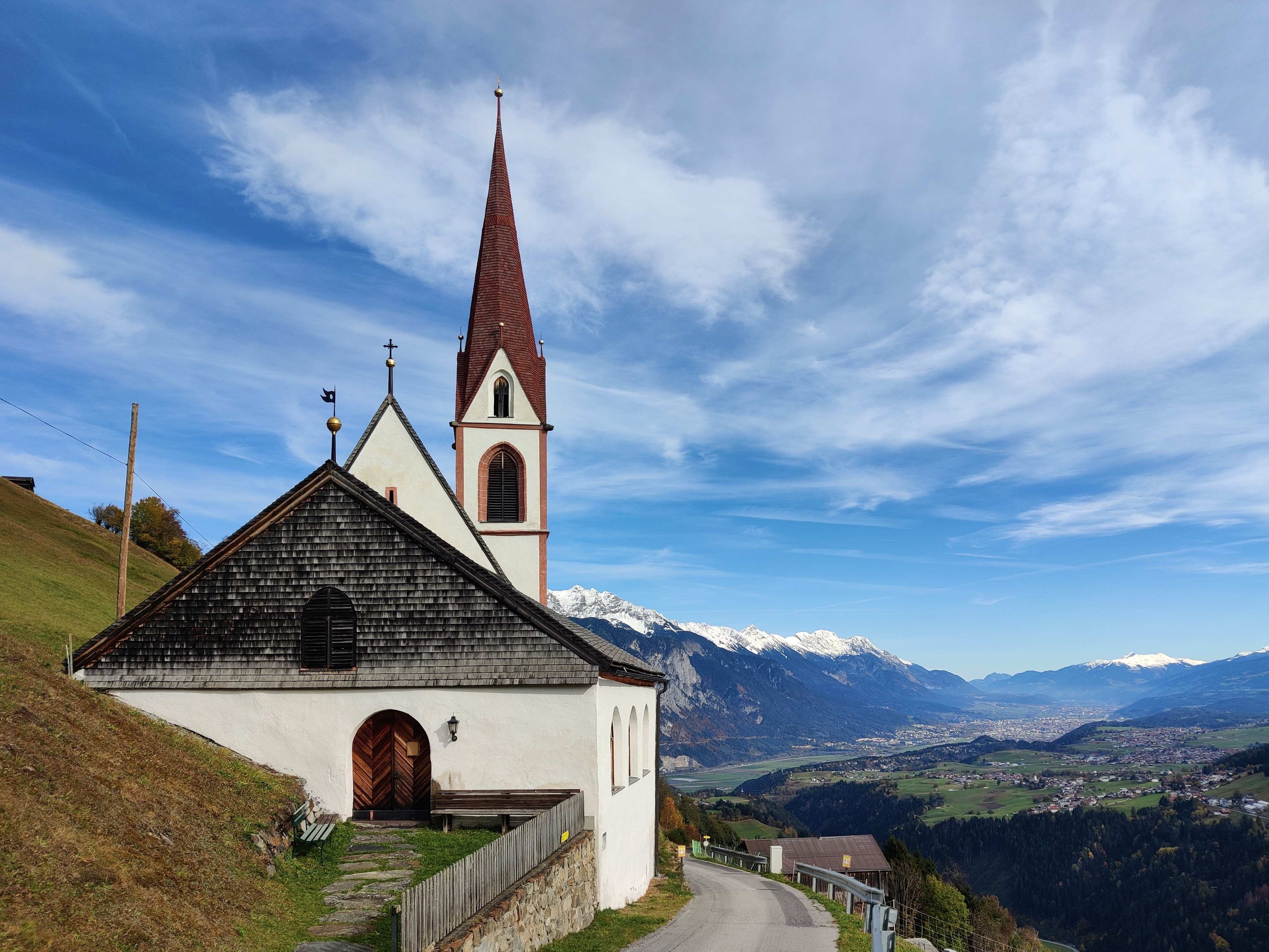
Wallfahrtskriche St. Quirin
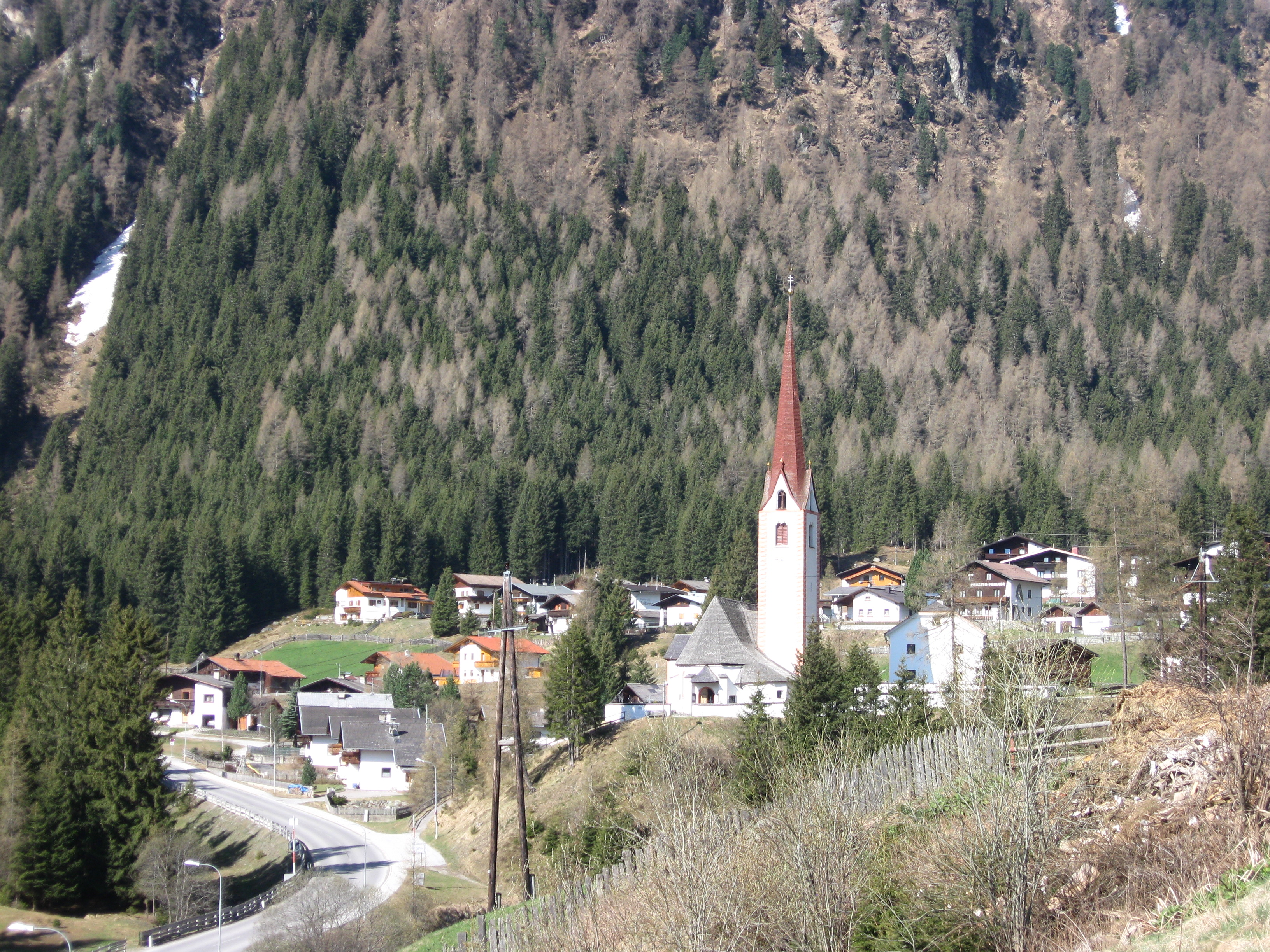
St. Sigmund